# Otto Zeiller

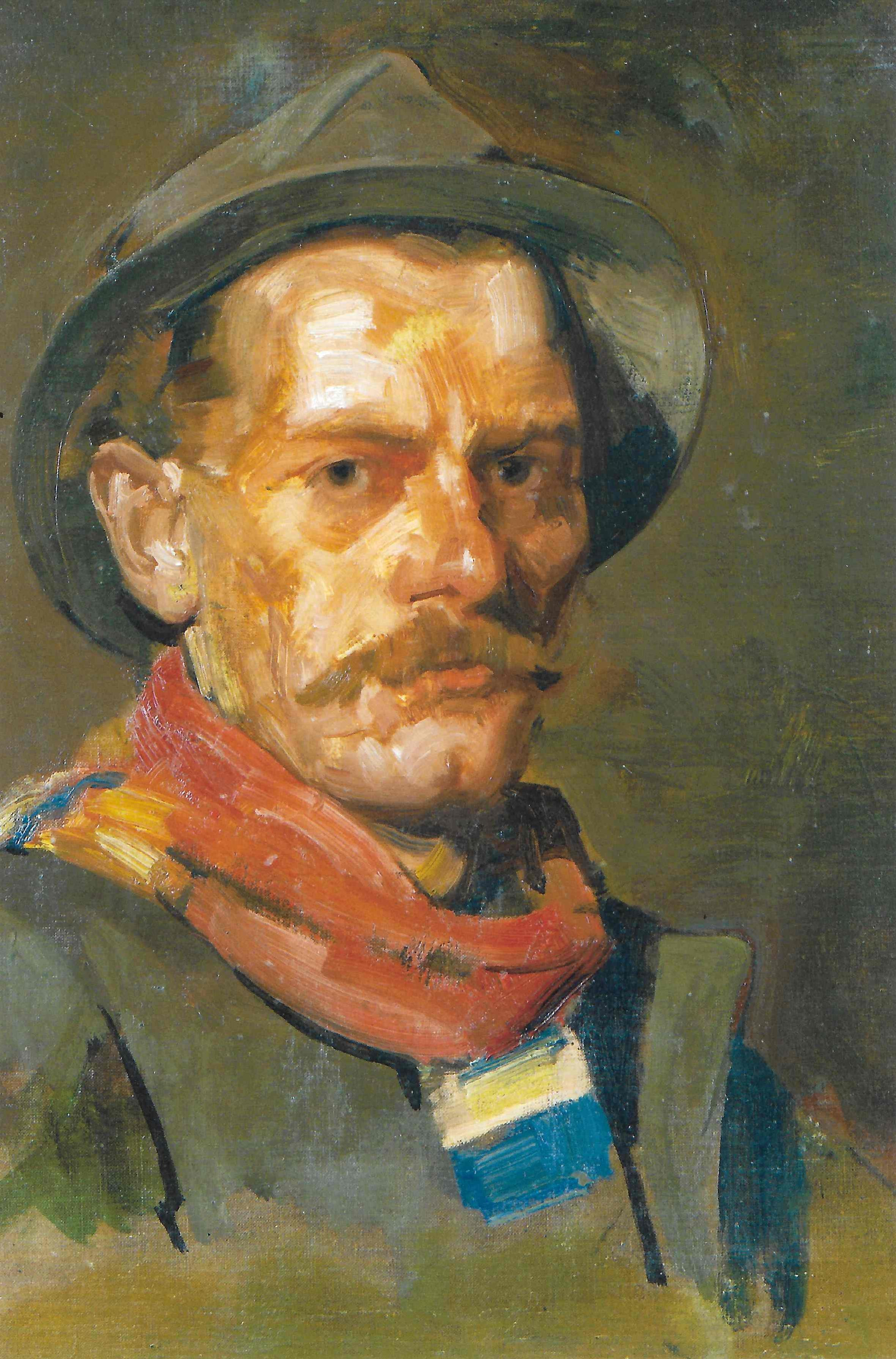
Selbstporträt

Otto Zeiller (* 19. April 1913 in Wien; † 16. April 1988 in Stockerau) war ein österreichischer Maler, Zeichner und Entwerfer von Briefmarken.

## Leben
Otto Zeiller wurde am 19. April 1913 in Wien-Favoriten als jüngstes von sieben Kindern geboren. Bereits in jungen Jahren erhielt er ersten Zeichenunterricht von seinem ältesten Bruder Leopold. Da es aus wirtschaftlichen Gründen zunächst keine Möglichkeit gab die Akademie der bildenden Künste zu besuchen, arbeitete Otto Zeiller nach einer dreijährigen Fotografenlehre bei Conrad Swatosch – Stubenring 6, 1010 Wien – von 1931 bis 1938 als Pressefotograf. Zum beruflichen Alltag im Wien der Zwischenkriegszeit bildeten Wienerwaldwanderungen mit zahlreichen Naturstudien einen willkommenen Ausgleich.
1938 heiratete Otto Zeiller seine Jugendfreundin Stefanie. Im Jahr darauf wurde er zum Militärdienst eingezogen und auch am Westfeldzug im Versorgungsbereich als Kantineur eingesetzt. Ende 1941 an Tuberkulose erkrankt, nutzte er den einjährigen Aufenthalt in den Lazaretten in Krumau und Budweis für vielfältige Portraitstudien und Radierungen. Vom Militärdienst freigestellt, konnte Otto Zeiller nach bestandener, einwöchiger Aufnahmsprüfung im Herbst 1942 mit einem sechsjährigen Studium an der Kunstakademie in Wien beginnen und die Meisterklassen der Professoren Carl Fahringer, Heinrich Dimmel und Sergius Pauser belegen. Bei Robert Eigenberger studierte er ergänzend dazu altmeisterliche Technik und Konservierung. 1943 wurde Sohn Stefan, 1946 Tochter Irmgard geboren.
Im Sommer 1944 zeichnete Otto Zeiller als letzter Künstler den gotischen Holzdachstuhl von St. Stephan, bevor dieser gegen Ende des Krieges in Flammen aufging. Die entstandenen sechs großformatigen Blätter sind historische wie künstlerische Dokumente und wurden entsprechend ihrer Bedeutung 1951 vom Museum der Stadt Wien erworben.
Bei Aufenthalten in Hallstatt entstanden zwischen 1946 und 1948 Landschaftsstudien, Porträts, sowie Zeichnungen des alten Bergabbaus und Darstellungen von archäologischen Ausgrabungsstücken im Auftrag der Leitung des Hallstätter archäologischen Museums, Friedrich Morton. Vom Rektor der Akademie für bildende Kunst, Herbert Boeckl, empfohlen, führte Otto Zeiller bis 1955 für das russische, als auch das amerikanische Militärkommando Auftragsarbeiten durch. In diesem Zusammenhang entstanden u. a. Freskoarbeiten im Wiener Hotel Regina und ein Ölgemälde vom Bau des Denkmals zu Ehren der gefallenen Soldaten der Roten Armee, des sogenannten „Russendenkmals“ am Wiener Schwarzenbergplatz.
Von 1956 bis 1968 war Otto Zeiller für das NÖ Landesmuseum unter Kustos Rupert Feuchtmüller als Landschafts- und Architekturmaler unterwegs. In dieser Periode entstanden 144 Ölgemälde, Aquarelle und Graphiken, die bis heute bei Ausstellungen zu sehen sind.
1961 schuf der Maler für das Hotel Royal in der Wiener Singerstraße sein mit 5,70 m × 3,60 m größtes Gemälde. Es zeigt „Das historische Wien vor der 2. Türkenbelagerung“ nach einem Stich von Folbert van Alten-Allen und ist im Foyer des Hotels zu sehen.
1962 entstanden zwei Bildkopien historischer Gemälde von Josef II., nach Jan Popolik, sowie Maria Theresia, nach Meytens – des berühmtesten Gemäldes von Maria Theresia in der Wiener Hofburg. Sie sind in Wiens ältestem Hotel, dem Hotel Stefanie im 2. Wiener Gemeindebezirk zu bewundern.
Von 1962 bis 1988, in der Spätzeit seines Schaffens, entstanden nach Entwürfen und Motiven von Otto Zeiller über 200 Briefmarken für die Republik Österreich, das Fürstentum Liechtenstein und den Vatikan. Dazu zählen die Dauermarkenserien Schönes Österreich, Österreichische Baudenkmäler, Stifte und Klöster in Österreich sowie die Sondermarken „200 Jahre Burgtheater“ oder die „Reichskleinodien“ für das Fürstentum Liechtenstein.
Die Gedenkmarke zu Ehren des Orientalisten Freiherr Joseph von Hammer–Purgstall wurde mit dem „Grand Prix de l’Exposition WIPA“ bedacht – und damit zur schönsten Briefmarke des Jahres 1981 weltweit gekürt. Otto Zeiller zu seiner Marke ein Jahr vor der internationalen Auszeichnung: „Ein voller Erfolg – zumindest für mich – ist die neue Sondermarke Hammer-Purgstall geworden. Endlich eine Marke, an der ich nichts auszusetzen habe. Das Experiment, eine Portraitmarke als Miniatur zu bringen, ist gelungen. … Ein Lob auch der Staatsdruckerei. Damit, glaube ich, ist mir die bisher beste Marke gelungen!“ Ein besonderes Lob spricht er zudem Maria Laurent für den Stich der Marke aus.
Privat zog es Otto Zeiller nach Niederösterreich, wo er von 1968 bis 1973 in Gablitz wohnte und das Wappen der Marktgemeinde gestaltete. Danach lebte er in Stockerau, gemeinsam mit Lebenspartnerin Maria Siegl, die nach der Jahrtausendwende selbst als Entwerferin von Briefmarken für die österreichische Post und das Fürstentum Liechtenstein arbeitete.
Die zu seiner Zeit in Österreich künstlerischen Fertigkeiten Otto Zeillers führten in späten Jahren noch zu einer besonderen Lehrtätigkeit: Im Auftrag der Oesterreichischen Nationalbank gab er für zwei ihrer Mitarbeiter ab 1982 für zwei Jahre einmal wöchentlich, jeweils einen ganzen Nachmittag lang, Zeichenstunden, in denen Naturstudien im Mittelpunkt standen. Die beiden Schüler waren zum Zeitpunkt des Perfektionskurses selbst schon künstlerisch und beruflich erfolgreich. Zum einen Gerhart Schmirl, Kupferstecher der Druckerei für Wertpapiere der Oesterreichischen Nationalbank, der auch für die Österreichische Staatsdruckerei an der Kreation zahlreicher Briefmarken federführend mitgearbeitet hat. Zum anderen Robert Kalina, Entwerfer aller österreichischen Schilling-Banknoten seit 1982. Kalina erlangte zudem als Designer der Euro-Banknoten 1996 international große Bekanntheit, nachdem seine Entwürfe unter 44 Einreichungen ausgewählt worden waren.
Otto Zeiller verstarb am 16. April 1988 in Stockerau, wo er auch seine letzte Ruhestätte fand.
Anlässlich des 100. Geburtstags erschien 2013 eine personalisierte Briefmarke zu Ehren Otto Zeillers mit dessen Porträt nach einer Zeichnung von Robert Kalina.

## Werke
- Sechs Zeichnungen des gotischen Dachstuhls von St. Stephan, Wien Museum
- Zeichnung „Der Bau des Russendenkmals“, Albertina Wien
- Innen- und Außenfresko, Kindergarten Grünbach
- Außenfresko, Elisabeth Kapelle Langenlois
- Außenfresko, Rathauskeller Traiskirchen
- Innenfresko, Urania Wien
- Innenfresko, Restaurant Csardasfürstin Wien
- Innenfresko, Buffet Elsa Wien
- Innenfresko, Tuchlauben Kino Wien
- Innenfresko, Bürogebäude der Firma Boschan Wien
- Innenfresko, Hotel Regina Wien
- Innenfresko, 10 Meter, Museum Melk an der Donau
- Ölgemälde, Konditorei Heiner Wien
- Tryptochon Ölgemälde, Restaurant Eckel Wien
- 144 Ölgemälde, Aquarelle und Graphiken für das Land Niederösterreich
  - darunter z. B. die Gemäldekopie, von Rueland Frueauf Klosterneuburg
- Kolossalgemälde, 5,60 m × 3,70 m, „Wien vor der 2. Türkenbelagerung“, Hotel Royal Wien
- Gemäldekopie, „Joseph II.“, Hotel Stefanie Wien
- Gemäldekopie, „Maria Theresia“, Hotel Stefanie Wien
- Gouache, „Wien um 1500“, Firma Schmaddebeck Wien
- 14 Bleistiftzeichnungen, Details von St. Stephan, Erzdiözese Wien
- Gouache, Entwurf des Wappens von Gablitz
- Entwürfe für über 200 Postwertzeichen

## Ausstellungen
- 1952: Amtshaus Währing, Wien
- 1979: Bezirksmuseum Stockerau
- 1979: Kongresshalle, Hamburg
- 1982: Dorotheum, Wien
- 1983: Rathaus Stockerau
- 1987: Geymüller Schlössl, Wien
- 1987: Österreichische Nationalbank, Wien
- 1987: Galerie "Kunstwerk", Stockerau
- 1992: Ernstbrunn
- 1993: Belvedere Schlössl, Stockerau
- 1995: Postsparkasse, Georg Coch-Platz, Wien
- 1996: Erzdiözese Wien
- 1998: Belvedere Schlössl, Stockerau
- 2008: Galerie zum Alten Rathaus, Stockerau
- 2013: Museum Gablitz
- 2014: Hotel Stefanie, Wien

## Auszeichnungen
- 1970: Oskar der Philatelie „Premio Assagio“ in Rom
- 1973: Verleihung des Berufstitels Professor
- 1976: Ehrenring der Marktgemeinde Gablitz
- 1977: 1. und 2. Preis, Wettbewerb für Europa-Cept
- 1981: Österreichisches Ehrenkreuz für Wissenschaft und Kunst
- 1981: „Grand Prix de l’exposition WIPA 1981“ – schönste Briefmarke der Welt
- 1981: Goldenes Ehrenzeichen für Verdienste um das Bundesland Niederösterreich
- 1983: Ehrenring der Stadt Stockerau
- Medaille für die Verdienste um das Rote Kreuz

## Würdigungen
- Gründung der Prof. Otto Zeiller-Gesellschaft, Stockerau, die immer wieder Gedenkausstellungen veranstaltet
- Benennung der Professor-Otto-Zeiller-Straße in Stockerau
- Einrichtung des Otto Zeiller Parks in Gablitz
- Sonderpostämter anlässlich des 10. und 20. Todestages verbunden mit Sonderausstellungen
- Personalisierte Postmarke zum 100. Geburtstag nach einer Zeichnung von Robert Kalina
- Ausstellung zum 100. Geburtstag im Museum der Marktgemeinde Gablitz